# Dicranomyia (Pseudoglochina) periscelis
Dicranomyia (Pseudoglochina) periscelis is een tweevleugelige uit de familie steltmuggen (Limoniidae). De soort komt voor in het Oriëntaals gebied.